# Lyngerup
Lyngerup er en by på Sjællands halvø Hornsherred med 210 indbyggere  (2024), beliggende 7 km nord for Skibby, 6 km syd for Jægerspris og 8 km sydvest for Frederikssund. Byen hører til Frederikssund Kommune og ligger i Region Hovedstaden.
Den nordlige del af Lyngerup hører til Gerlev Sogn, den sydlige til Krogstrup Sogn. Gerlev Kirke ligger i Gerlev 3 km nordøst for Lyngerup, og Krogstrup Kirke ligger i Krogstrup 4 km syd for Lyngerup.

## Faciliteter
Lyngerup har et selskabslokale og Lyngerup Pizza & Grillbar.

### Hansens Flødeis
Hans Hansen startede i 1922 et lille iscrememejeri i Hillerød og lancerede i 1929 mærket Frederiksborg Is, der blev ret udbredt på Sjælland. I 1970 flyttede hans søn produktionen til det nedlagte Hornsherred Mejeri i Lyngerup. I 1997 solgte familien Frederiksborg Is, men beholdt mejeriet, og i 2003 fik 4. generation af Hansen-familien lyst til at genoptage isproduktionen i det gamle mejeri.
Hansens Flødeis startede med ejeren og en enkelt ansat, men beskæftiger nu 30 mand i højsæsonen. Der produceres 1 mio. liter is om året til isboder og butikker over hele landet. Mejerivirksomheden er genopstået, for Hansens har nu egen indvejning af 1,5 mio. kg mælk fra egen tankbil, der afhenter mælken fra de 120 økologiske Jerseykøer på Svanholm Gods og de 130 økologiske røde danske malkekøer på Stensbølgaard. Mælken fra Jerseykøerne er bedst til is, men mælken fra rød dansk malkerace er bedst til ost, så for at have gavn af mælkeleverancen året rundt er Hansens også begyndt at producere ost.
Hansens Flødeis har mejeriudsalg i Lyngerup.

## Historie
I 1898 beskrives den del af Lyngerup, der ligger i Gjerlev Sogn, ganske kort: "en Del af Lyngerup med Andelsmejeri og Mølle"

### Jernbanen
Sjællandske midtbane var på strækningen Hvalsø-Frederikssund i drift 1928-36. Her fik Lyngerup et trinbræt. Det lå vest for byen, hvor man kan se en rest af banedæmningen.